# Nekrolog 1570
Nekrolog
◄◄
| ◄
| 1566
| 1567
| 1568
| 1569
| 1570 | 1571 | 1572 | 1573 | 1574 | ► | ►►
Weitere Ereignisse | Allgemeiner Nekrolog 1570
Die Beschreibung der verstorbenen Person sollte so kurz wie möglich gehalten sein und nur deren signifikante Tätigkeit(en) enthalten.
Neue Namen ggf. auch unter dem Geburts- und Sterbedatum, also etwa unter 1. Januar und im Geburts- und Sterbejahr (2024) eintragen (nur bei entsprechender großer Wichtigkeit). Für Beispiele siehe die schon vorhandenen Artikel.
Außerdem über die fünf zuletzt Verstorbenen, zu denen es einen ausreichend guten Artikel für eine Präsentation auf der Hauptseite gibt, nach der todesbedingten Überarbeitung der Artikel ggf. auch unter Wikipedia Diskussion:Hauptseite informieren und sie am besten auch in den anderen Wikipedia-Sprachversionen eintragen. Tipp: Regelmäßig bei news.google.de nach „ist tot“, „gestorben“ oder „verstorben“ suchen.
Wenn eine Person gestorben ist, gibt es viele Seiten zu dieser Person in der Wikipedia, die davon auch betroffen sind und entsprechend aktualisiert werden müssen. Beispiele: Namenübersichtsseite, Geburtsjahr, Geburtsort-Seiten und viele mehr.
Wie finde ich die betroffenen Seiten?
Im Suchfeld auf der linken Seite gibt man den Suchbegriff so ein: „Vorname Nachname“. Dann klickt man auf Volltext und alle Seiten mit entsprechendem Suchtext werden aufgerufen. Hier sieht man dann schnell, wo auch das Todesjahr Sinn macht oder sogar ein Teil des Artikels angepasst werden muss. Auch hilft das „Werkzeug“ auf der linken Seite sehr gut, um solche Seiten aufzufinden: „Links auf diese Seite“. Somit ist die Wikipedia wieder aktuell in allen Bereichen! Hinweis: bei Eintragung der Kategorie „Gestorben JAHR“ wird der Missbrauchsfilter 49 ausgelöst, was jedoch nicht schlimm ist. Siehe: Spezial:Missbrauchsfilter/49
Dies ist eine Liste von im Jahr 1570 verstorbenen bekannten Persönlichkeiten. Die Einträge erfolgen innerhalb der einzelnen Daten alphabetisch sortiert. Tiere sind im Nekrolog für Tiere zu finden.

## Januar
| Tag        | Name                                 | Beruf, bekannt als                                   | Alter | Beleg |
| ---------- | ------------------------------------ | ---------------------------------------------------- | ----- | ----- |
| 3. Januar  | Bartholomaeus Latomus                | deutsch-niederländischer Humanist                    |       |       |
| 3. Januar  | Veit Winsheim                        | deutscher Rhetoriker und Gräzist                     | 68    |       |
| 6. Januar  | Samuel von Waldeck                   | Graf von Waldeck-Wildungen                           | 41    |       |
| 8. Januar  | Philibert de l’Orme                  | französischer Architekt der Renaissance              |       |       |
| 22. Januar | Jobst von Brandt                     | deutscher Edelmann und Komponist                     | 52    |       |
| 22. Januar | Wilhelm Hartmann von Klauer zu Wohra | Fürstabt von Fulda (1568–1570)                       |       |       |
| 23. Januar | James Stewart, 1. Earl of Moray      | Earl of Moray                                        |       |       |
| 25. Januar | Philibert Babou de La Bourdaisière   | Bischof von Angoulême, Bischof von Auxerre, Kardinal |       |       |

## Februar
| Tag         | Name                                   | Beruf, bekannt als                                     | Alter | Beleg |
| ----------- | -------------------------------------- | ------------------------------------------------------ | ----- | ----- |
| 5. Februar  | Gaspar da Cruz                         | portugiesischer Dominikaner und Missionar              |       |       |
| 7. Februar  | Gottschalk Timmermann                  | Kaufmann und Lübecker Ratsherr                         |       |       |
| 20. Februar | Johann Scheubel                        | Tübinger Mathematiker                                  | 75    |       |
| 21. Februar | Martin Herkules Rettinger von Wiespach | Bischof von Lavant                                     |       |       |
| 28. Februar | Domingo de Santo Tomás                 | spanischer Missionar in Peru und Sprachwissenschaftler |       |       |

## März
| Tag      | Name                                 | Beruf, bekannt als                             | Alter | Beleg |
| -------- | ------------------------------------ | ---------------------------------------------- | ----- | ----- |
| 1. März  | Bernhard VII.                        | Fürst von Anhalt                               | 29    |       |
| 6. März  | Johann Agricola                      | deutscher Mediziner                            |       |       |
| 9. März  | Eberhard                             | regierender Graf zu Hohenlohe-Waldenburg       | 34    |       |
| 11. März | Niccolò Franco                       | italienischer Dichter                          | 54    |       |
| 17. März | William Herbert, 1. Earl of Pembroke | Adliger und Höfling unter den Tudors           |       |       |
| 25. März | Leonhard Haller                      | katholischer Weihbischof der Diözese Eichstätt |       |       |

## April
| Tag       | Name                  | Beruf, bekannt als                                                    | Alter | Beleg |
| --------- | --------------------- | --------------------------------------------------------------------- | ----- | ----- |
| 2. April  | Sebastian Doppenstein | Schweizer Politiker                                                   |       |       |
| 10. April | Johann Walter         | deutscher Kantor und Kirchenliederkomponist                           |       |       |
| 13. April | Daniele Barbaro       | italienischer Übersetzer und Kommentator von Vitruv                   | 57    |       |
| 27. April | Johann Ulrich Zasius  | Vizekanzler des Heiligen Römischen Reiches, kaiserlicher Unterhändler |       |       |

## Mai
| Tag     | Name                     | Beruf, bekannt als               | Alter | Beleg |
| ------- | ------------------------ | -------------------------------- | ----- | ----- |
| 3. Mai  | Pietro Loredan           | Doge von Venedig                 |       |       |
| 6. Mai  | Agnes von Limburg-Styrum | Äbtissin im Stift Freckenhorst   |       |       |
| 19. Mai | Lázaro del Álamo         | spanischer Komponist             |       |       |
| 19. Mai | Franz Wessel             | Bürgermeister Stralsunds         | 82    |       |
| 27. Mai | Moses Cordovero          | jüdischer Mystiker und Kabbalist |       |       |

## Juni
| Tag      | Name               | Beruf, bekannt als                                                                   | Alter | Beleg |
| -------- | ------------------ | ------------------------------------------------------------------------------------ | ----- | ----- |
| 3. Juni  | Klaus Kursell      | Herr auf Sommerpahlen, schwedischer Feldobrist                                       |       |       |
| 3. Juni  | Luigi Pisani       | italienischer Kardinal und Bischof von Padua                                         |       |       |
| 15. Juni | Simon Bruns        | lutherischer Theologe und Reformator                                                 |       |       |
| 20. Juni | Friedrich Bernbeck | Bürgermeister und Gestalter der Reformation in Kitzingen                             |       |       |
| 28. Juni | Fridolin Brunner   | Schweizer evangelischer Pfarrer und Reformator im Kanton Glarus und im Sarganserland |       |       |
| 28. Juni | Francesco Pisani   | Kardinal der katholischen Kirche                                                     |       |       |
| Juni     | Nicolaus Gallus    | deutscher Reformator                                                                 |       |       |

## Juli
| Tag      | Name              | Beruf, bekannt als                                                      | Alter | Beleg |
| -------- | ----------------- | ----------------------------------------------------------------------- | ----- | ----- |
| 3. Juli  | Aonio Paleario    | italienischer Humanist und religiöser Märtyrer                          |       |       |
| 5. Juli  | Gallus Döbler     | lutherischer Theologe                                                   | 45    |       |
| 6. Juli  | Margaret Giggs    | Angehörige der englischen Gentry und gelehrte katholische Exilantin     |       |       |
| 15. Juli | Inácio de Azevedo | portugiesischer Missionar aus dem Orden der Jesuiten, Märtyrer, Seliger |       |       |
| 24. Juli | Georg von Mamming | österreichischer Politiker und Landeshauptmann                          |       |       |
| 24. Juli | Frans Verbeeck    | flämischer Maler                                                        |       |       |
| Juli     | Thomas Rhebart    | deutscher Buchdrucker in Jena und Frankfurt am Main                     |       |       |

## August
| Tag        | Name                  | Beruf, bekannt als                           | Alter | Beleg |
| ---------- | --------------------- | -------------------------------------------- | ----- | ----- |
| 5. August  | Petrus Ketzmann       | deutscher lutherischer Theologe und Pädagoge | 48    |       |
| 9. August  | Valentin Mennher      | deutscher Rechenmeister                      |       |       |
| 27. August | Maximilian de Berghes | römisch-katholischer Theologe und Bischof    |       |       |
| 29. August | Sanjō no kata         | Zweitfrau Takeda Shingens                    |       |       |

## September
| Tag           | Name              | Beruf, bekannt als                                            | Alter | Beleg |
| ------------- | ----------------- | ------------------------------------------------------------- | ----- | ----- |
| 11. September | Abdisho IV. Maron | Patriarch der Chaldäisch-katholischen Kirche                  |       |       |
| 11. September | Johannes Brenz    | deutscher Reformator und protestantischer Theologe            | 71    |       |
| 15. September | Theodor Fabricius | lutherischer Theologe und Reformator                          | 69    |       |
| September     | Luigi Anguillara  | italienischer Botaniker                                       |       |       |
| September     | Jean de Bonmarché | franko-flämischer Komponist und Kapellmeister der Renaissance |       |       |

## Oktober
| Tag         | Name               | Beruf, bekannt als                                                    | Alter | Beleg |
| ----------- | ------------------ | --------------------------------------------------------------------- | ----- | ----- |
| 1. Oktober  | Frans Floris       | niederländischer Maler                                                |       |       |
| 4. Oktober  | Andreas Angerstein | deutscher römisch-katholischer Geistlicher, Domdechant in Lübeck.     |       |       |
| 18. Oktober | Manuel da Nobrega  | portugiesischer Jesuit, Theologe, Priester, Missionar, Schriftsteller | 53    |       |
| 20. Oktober | João de Barros     | portugiesischer Historiker                                            |       |       |

## November
| Tag          | Name              | Beruf, bekannt als                         | Alter | Beleg |
| ------------ | ----------------- | ------------------------------------------ | ----- | ----- |
| 5. November  | Jacques Grévin    | französischer Dichter                      |       |       |
| 13. November | Guillermo Casador | römisch-katholischer Bischof von Barcelona | 60    |       |
| 27. November | Jacopo Sansovino  | florentiner Bildhauer und Architekt        | 84    |       |
| 30. November | Gerd Slewert      | Reformator von Flensburg                   |       |       |

## Dezember
| Tag          | Name                       | Beruf, bekannt als                                                          | Alter | Beleg |
| ------------ | -------------------------- | --------------------------------------------------------------------------- | ----- | ----- |
| 2. Dezember  | Matthäus Alber             | deutscher Reformator                                                        | 74    |       |
| 2. Dezember  | Johann von Rehen           | Landkomtur der Ballei Hessen des Deutschen Ordens                           |       |       |
| 15. Dezember | Friedrich III.             | Herzog von Liegnitz                                                         | 50    |       |
| 11. Dezember | Justus Stude               | deutscher Jurist                                                            | ~65   |       |
| 19. Dezember | Andreas Günther            | Jurist, Stadtschreiber und Bürgermeister der oberlausitzischen Stadt Kamenz | 68    |       |
| 20. Dezember | Sebastian Fröschel         | deutscher Theologe der Reformationszeit                                     | 73    |       |
| 27. Dezember | Luis Venegas de Henestrosa | spanischer Komponist, Organist und Musikherausgeber der Renaissance         |       |       |
| 29. Dezember | Hendrik Bakker van Bommel  | niederländischer Theologe                                                   |       |       |

## Datum unbekannt
| Tag | Name                            | Beruf, bekannt als                                                                   | Alter | Beleg |
| --- | ------------------------------- | ------------------------------------------------------------------------------------ | ----- | ----- |
|     | Gian Giacomo dell’Acaja         | italienischer Architekt und Festungsbaumeister                                       |       |       |
|     | Marco Barbaro                   | venezianischer Autor                                                                 |       |       |
|     | Baptista Bassano                | italienischer Musiker                                                                |       |       |
|     | John Bassano                    | italienischer Musiker                                                                |       |       |
|     | Gaspar Becerra                  | spanischer Maler, Bildhauer und Architekt                                            |       |       |
|     | Johannes Bermudes               | portugiesischer Militärarzt und Pseudo-Patriarch von Äthiopien                       |       |       |
|     | François Bonivard               | Genfer Freiheitskämpfer, Geistlicher und Historiker                                  |       |       |
|     | Cord Broyhan                    | deutscher Erfinder des Broyhan-Bier                                                  |       |       |
|     | Gian Giacomo Caraglio           | italienischer Kupferstecher, Architekt und Medailleur des Manierismus                |       |       |
|     | Giovanni Cavino                 | deutscher Stempelschneider                                                           |       |       |
|     | Martin van Cleve                | niederländischer Maler                                                               |       |       |
|     | Hieronymus Cock                 | niederländischer Verleger                                                            |       |       |
|     | Alonso de Covarrubias           | spanischer Architekt und Bildhauer                                                   |       |       |
|     | Guillaume Franc                 | reformierter Kirchenmusiker                                                          |       |       |
|     | Matthias Gerung                 | deutscher Maler und Holzschneider                                                    |       |       |
|     | Federigo Griso                  | italienischer Hippologe                                                              |       |       |
|     | Hermann von Hagen               | deutscher lutherischer Theologe                                                      |       |       |
|     | Nicolaes Jonghelinck            | flämischer Kaufmann, Bankier (Steuerbeamter) und Kunstsammler                        |       |       |
|     | Christoph Kentman               | Dresdner Ratsherr und Bürgermeister                                                  |       |       |
|     | Stephan Kienlin                 | Gerber und Bürgermeister von Tübingen                                                |       |       |
|     | Margarete von Kunheim           | Tochter Martin Luthers                                                               |       |       |
|     | Francesco Laparelli             | italienischer Ingenieur und Baumeister                                               |       |       |
|     | Wigand Lauze                    | deutscher Chronist                                                                   |       |       |
|     | Gerolama Orsini                 | Gemahlin von Pier Luigi II. Farnese, dadurch Herzogin von Parma, Piacenza und Castro |       |       |
|     | Francesco Primaticcio           | italienischer Maler, Bildhauer und Architekt des Manierismus                         |       |       |
|     | Tomás de Santa María            | spanischer Mönch und Organist                                                        |       |       |
|     | Thomas Thirlby                  | englischer Bischof und Diplomat                                                      |       |       |
|     | Benedetto Verino                | italienischer Künstler, Kupferstecher in der Renaissance in Italien                  |       |       |
|     | Wolfgang Wolff                  | deutscher Lautenmacher                                                               |       |       |
|     | Yi Hwang                        | koreanischer Philosoph und Schriftsteller                                            |       |       |
|     | Gottfried Christoph von Zimmern | Domherr zu Konstanz                                                                  |       |       |
|     | Bernhard Zwitzel                | deutscher Architekt und Werkmeister der Renaissance                                  |       |       |